# یوشیهیکو نودا
یوشیهیکو نودا (انگلیسی: Yoshihiko Noda؛ زاده ۲۰ مهٔ ۱۹۵۷) یک سیاست‌مدار اهل ژاپن است. وی بین بین سال‌های ۲۰۱۱ تا انتهای ۲۰۱۲ نخست وزیر ژاپن بود.